# Галле, Эмиль
Эмиль Галле (фр. Émile Gallé; 4 мая 1846, Нанси, Лотарингия — 23 сентября 1904, там же) — выдающийся французский художник декоративно-прикладного искусства периода модерна, или стиля ар-нуво; мастер стеклоделия, инженер-технолог и предприниматель, живописец, рисовальщик, мастер-керамист, проектировщик мебели и оформления интерьера, ботаник и садовод, поэт-символист и теоретик искусства. Основатель в 1901 году и первый президент предприятия, известного в истории искусства под названием Школа Нанси.

## Биография

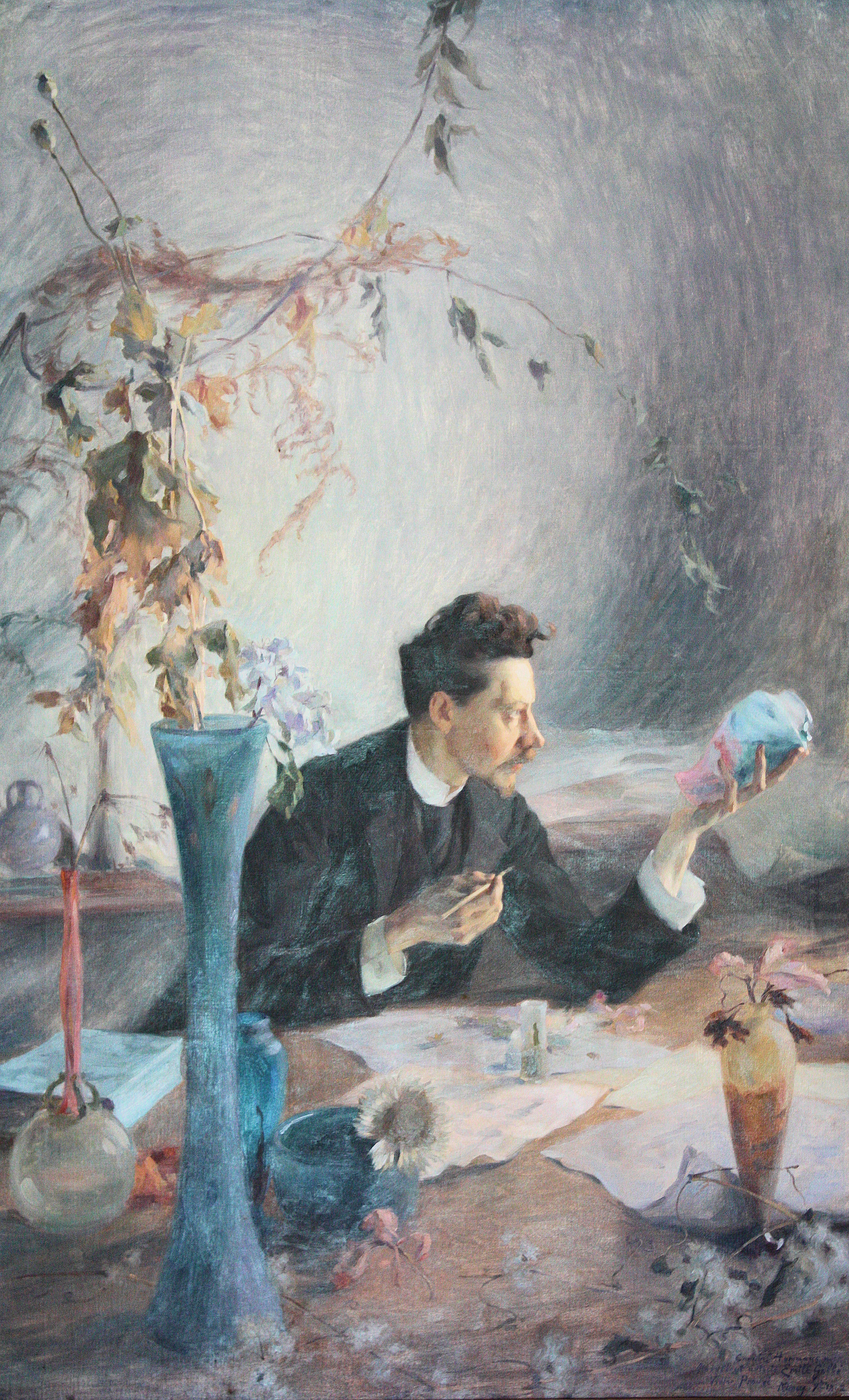
В. Пруве. Портрет Эмиля Галле. 1892. Музей школы Нанси, Нанси

Эмиль Галле родился в Нанси, административном центре (префектуре) департамента Мёрт и Мозель в регионе Лотарингия на северо-востоке Франции в протестантской семье. Его отец, Шарль Галле (1818—1902) разрабатывал рецептуру эмали. После женитьбы на Фанни Райнемер, происходившей из семьи торговцев глиняной посудой и хрусталём, основал собственное производство изделий из керамики и стекла.
Эмиль Галле в октябре 1858 года поступил в лицей Анри-Пуанкаре (lycée Henri-Poincaré), где получил степень бакалавра. В 1865 году уехал изучать философию, ботанику, минералогию и немецкий язык в Веймар (Тюрингия). Затем прошёл обучение на стекольной фабрике в Мейзентале (Лотарингия) и на производстве фаянса в Сен-Клемане (департамент Мёрт и Мозель, Лотарингия). В 1867 году присоединился к управлению семейным стекольным заводом и представлял своего отца на Всемирной выставке 1867 года в Париже.
В 1874 году возглавил семейное дело. В 1875 году Эмиль Галле женился на Генриетте Гримм. Продукция семейной фирмы была отмечена на Всемирной выставке 1878 года в Париже.
Эмиль Галле стремился не только теоретически изучить, но и освоить практически стеклодувное мастерство, эмальерное, столярное дело и многие сопутствующие технологии. К этому он добавил страсть к естественным наукам и, в частности, к ботанике, что привело его к тщательным зарисовкам цветов и растений. В Нанси он стал учеником Доминика-Александра Годрона, учёного-натуралиста и медика.
В 1870 году Эмиль Галле вернулся в Сен-Клеман, где вместе с Виктором Пруве стал выпускать керамическую посуду в «сельском стиле»; в том же году добровольно записался на франко-прусскую войну (1870—1871). В 1871 году он остановился в Лондоне, что позволило ему выучить английский язык. Работал в Южно-Кенсингтонском музее (с 1899 года Музей Виктории и Альберта) и в Королевском ботаническом саду в Кью.
На Всемирной выставке в Париже 1878 года его творчество было отмечено четырьмя золотыми медалями. В 1883 году Галле открыл в Нанси мебельное производство. В 1889 году на Всемирной выставке он получил Гран-при и был произведен в кавалеры ордена Почётного легиона. Примерно в это время на его фабрике работало около 300 художников и мастеров.
В мае 1900 года он был принят в Академию Станислава в Нанси (Stanislas-Akademie, Société royale des sciences et belles-lettres de Nancy). Там он выступил с приветственной речью о значении символизма в декоративном искусстве. Галле принимал участие в выставке в Дрездене в 1901 году.
В 1901 году вместе с Виктором Пруве, Луи Мажорелем, Антоненом Домом и Эженом Валленом основал в Нанси «Местное объединение промышленных искусств» (Alliance provinciale des Industries d’Arts), в дальнейшем известное как Школа Нанси. В 1901 году Эмиля Галле как самого знаменитого лотарингца избрали президентом «Школы Нанси» (L’Ecole de Nancy). Вице-президентом стал Антонен Дом.
В 1902 году Галле участвовал в «Международной выставке современного декоративного искусства» в Турине. Покрытый почестями и славой, он стал членом Национального общества изобразительных искусств (Société nationale des beaux-arts; SNBA) в Париже и нескольких учёных сообществ. По просьбе Анри Галлиса, директора шампанского дома Perrier-Jouët, он разработал специальную бутылку, украшенную изображениями белых анемонов, напоминающих о сорте винограда «Шардоне» (этот сорт вина и анемоны объединяет абсолютная неприхотливость).
23 сентября 1904 года Эмиль Галле умер от болезни, первые признаки которой проявились во время Всемирной выставки 1900 года. Если медики того времени видели причину смерти выдающегося художника в переутомлении, неврастении, лёгочной патологии, пернициозной анемии или лейкемии, то современные биографы предполагают заражение крови, связанное с воздействием тяжелых металлов (свинец, фтор, мышьяк, кадмий, марганец, уран), используемых при производстве стекла. Высказывались и иные предположения. Похоронен художник в Нанси на кладбище Превиль.
Менее известна активная общественная деятельность Галле. Он был убеждённым гуманистом и участвовал в организации вечерних школ для рабочего класса (l’Université populaire de Nancy). Галле был казначеем отделения Французской лиги прав человека в Нанси (англ.), и в 1898 году, рискуя карьерой, одним из первых стал активно участвовать в защите Альфреда Дрейфуса («Ваза тёмных людей» (Vase Hommes noirs), изготовленная в сотрудничестве с Виктором Пруве в 1900 году и представленная на Всемирной выставке 1900 года, имела надпись: «Тёмные, откуда вы? / Мы вышли из-под земли» — выговор осудившим Альфреда Дрейфуса). Галле также публично защищал румынских евреев и выступал в защиту ирландских католиков (англ.) против Британии, поддерживая Уильяма О’Брайена, одного из лидеров ирландских националистов.

## Творчество
На Всемирной выставке в Париже 1878 года Эмиль Галле привлёк внимание умением соединять разнообразные технические инновации с художественно-образным мышлением в декоративных изделиях, в том числе придавая им символическое значение.
Галле успешно применял свои технические и естественнонаучные познания в художественном творчестве, что отвечало главному девизу искусства периода модерна: «Назад к природе». Эмиль Галле сумел создать оригинальный «флоральный стиль» декорирования изделий из стекла, который и был впоследствии назван его именем: «стиль галле», или «стекло галле».
Галле был первым из художников, кто раскрыл возможности техники химической обработки (травления слабым раствором плавиковой и соляной кислот) многослойного цветного стекла. Он применял эту технику с помощью кисти и кислоты, свободным мазком, как в акварели, снимая один слой стекла за другим, лишь частично используя крытьё мастикой. Галле в точности передавал все особенности «анатомии» растений, но при этом «натуральный рисунок» цветов и растений преображался настолько, что однажды О. Уайльд заметил: «В вазы Галле нельзя ставить цветы, в них они всегда выглядят увядшими». Галле использовал «лунное стекло» (с добавлением оксида свинца), пескоструйную обработку и частичное шлифования верхних слоёв «нацвета». Он также использовал придуманную им самим технику прозрачной эмалевой росписи «лунный свет» (clair-de-lune): подкраску оксидами кобальта, придающими стеклу сапфировый оттенок. Такие изделия художник продемонстрировал на Всемирной выставке 1878 года. Галле сочетал травление и пескоструйную обработку с гравировкой и шлифованием стекла, что придавало стеклу образ, напоминающий камеи из прозрачного камня, отсюда название «камейное стекло». Варьируя приёмы работы с горячей стеклянной массой, вводя в толщу стекла золотую и серебряную фольгу, асбестовые волокна, пузырьки воздуха и нарочитые трещинки (техника краклэ), Галле получал, если воспользоваться его собственным термином, «стеклянные маркетри», добиваясь впечатления «естественности натурального камня». Натуральные мотивы преображались у него в зримую поэзию цветов, лугов, лесов и гор. Так родилась серия ваз «Геология».
В поздних произведениях Галле усиливалась стилизация, стали заметными китайские и японские мотивы. С 1884 года он выпускал и так называемые «говорящие» стеклянные изделия (verreries parlantes) с надписями: цитатами из Франсуа Вийона, Шарля Бодлера, Стефана Малларме, Поля Верлена и других поэтов. В 1883 году Галле открыл в Нанси мебельную мастерскую и возродил почти забытую к тому времени технику деревянного набора — маркетри. Он использовал фигурную резьбу и вставки из экзотических пород дерева, перламутра и полудрагоценных камней. Любил вводить поэтические цитаты, получая в итоге «говорящую мебель» (meubles parlantes).
Эмиль Галле писал стихи и был связан с группой французских поэтов-символистов. В 1900 году он написал книгу под названием «Заметки об искусстве 1884—1889» (Écrits pour l’art 1884—1889), которая была опубликована посмертно в 1908 году. В этой книге художник изложил свою теорию символизма в декоративном искусстве. Галле был убеждён, что если для подготовки живописца-академиста необходимо изучать пластическую анатомию и перспективу, то мастеру декоративного искусства надо знать ботанику и геологию. Над входом в помещение Школы Нанси он написал: «Наши корни в глубине лесов, на берегах ручьёв, в болотных травах». В ином переводе: «Наши корни в лесу, среди мхов, вокруг источников».
После смерти художника на фабрике в Нанси продолжали выпускать изделия в «стиле галле». По рисункам Галле работали Виктор Пруве, возглавивший его фабрику, и Д. Кристиан. Многие работы Галле хранятся в Музее школы Нанси. В период модерна вазы Галле были необычайно популярны в разных странах. Их обтекаемые формы, плавно изогнутые линии («линии Обриста») и переливы цвета удачно вписывались в интерьеры «нового стиля». Ни один жилой интерьер в странах Западной Европы и в России на рубеже XIX—XX веков не обходился без «ваз галле». Их помещали на каминные и книжные полки, шкафы, специальные поставцы. Популярность изделий Галле в России была настолько велика, что не только на заводах в Гусь-Хрустальном и Дятьково, но даже на Императорском стеклянном заводе в Санкт-Петербурге выпускали «вазы галле» и без стеснения ставили на донцах фальшивую марку «Gallé». В технике «галле» делали также стеклянные корпуса и абажуры керосиновых, в том числе популярных «болотинских», и электрических ламп.

## Стекло Галле

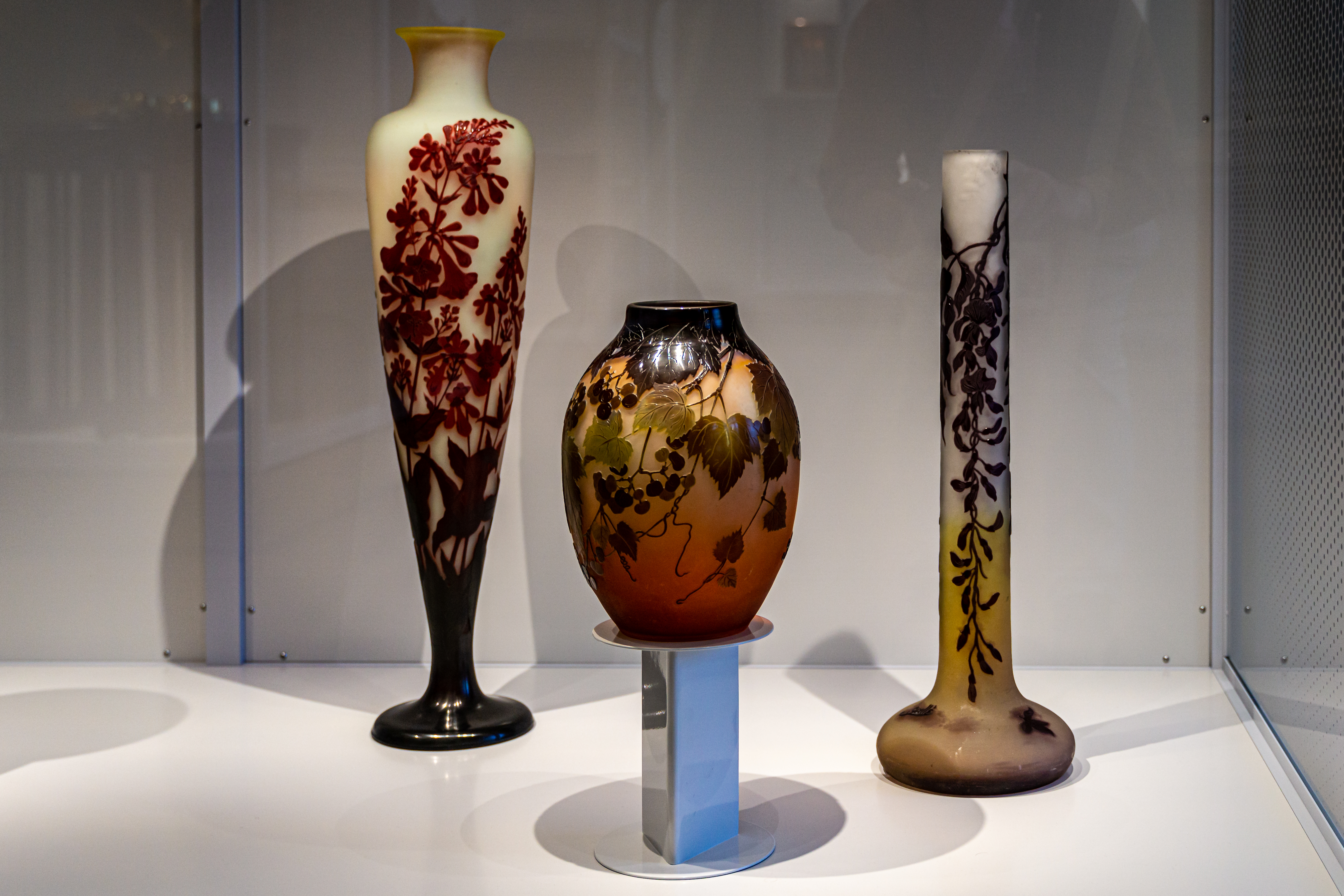
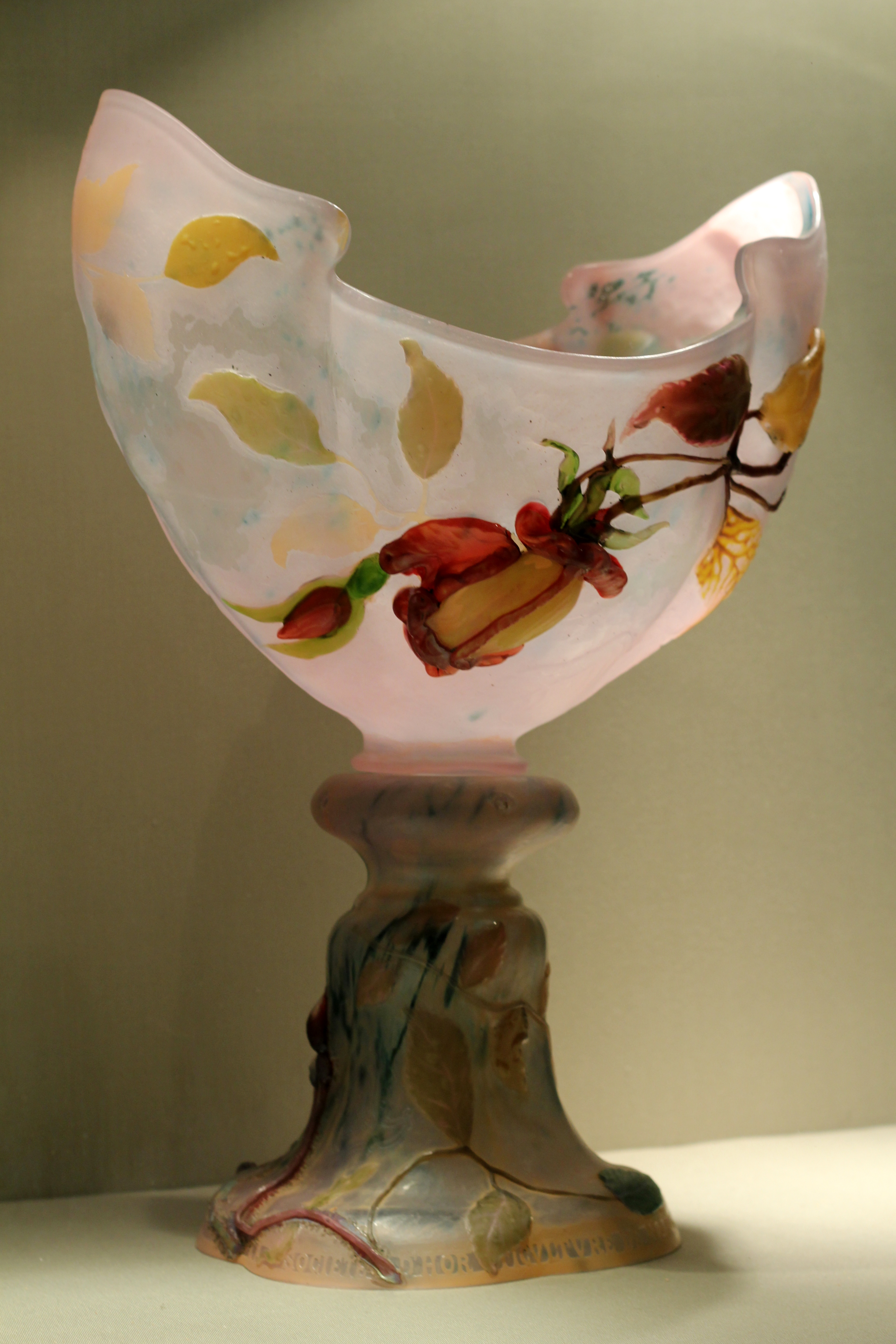
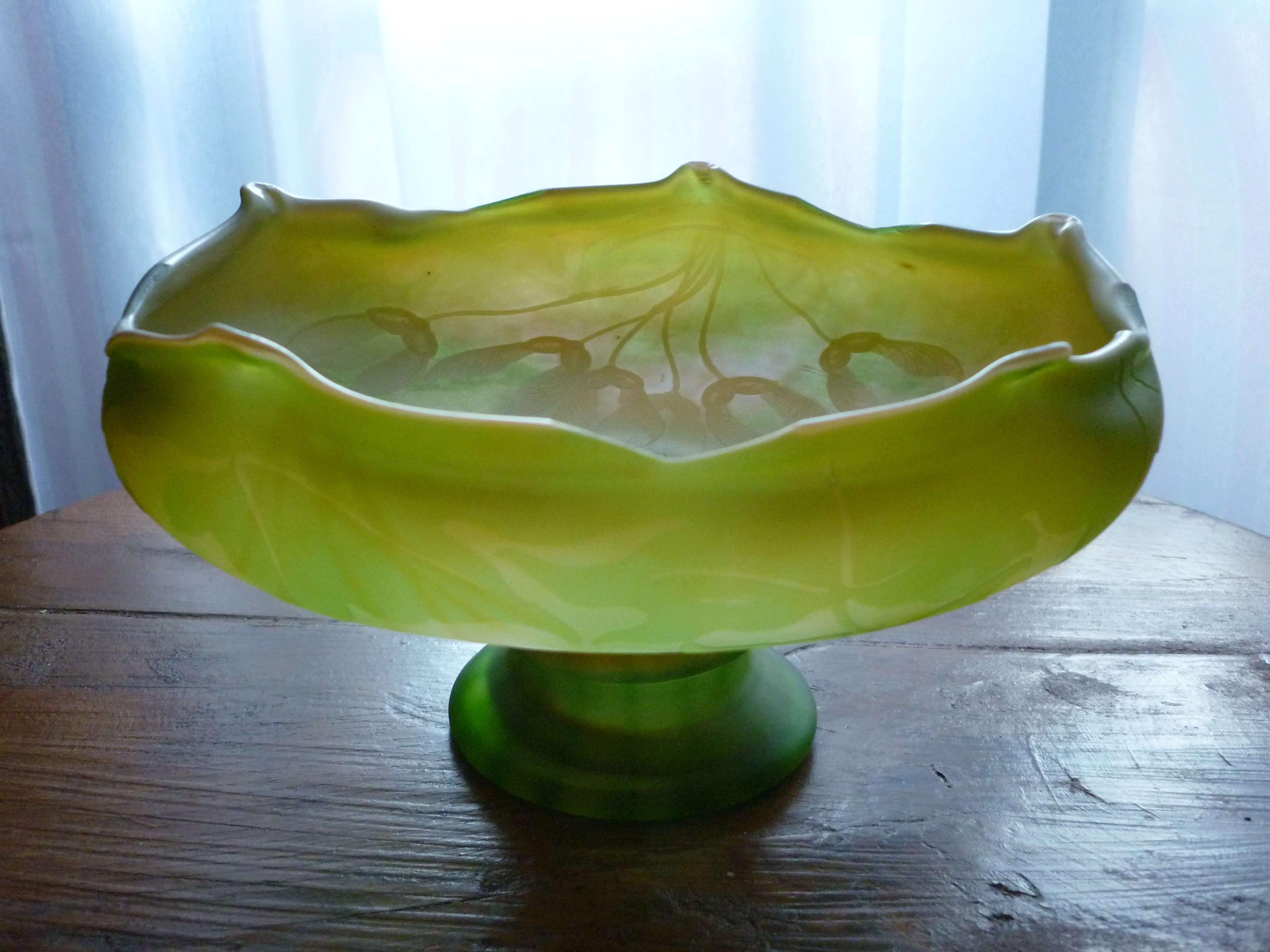
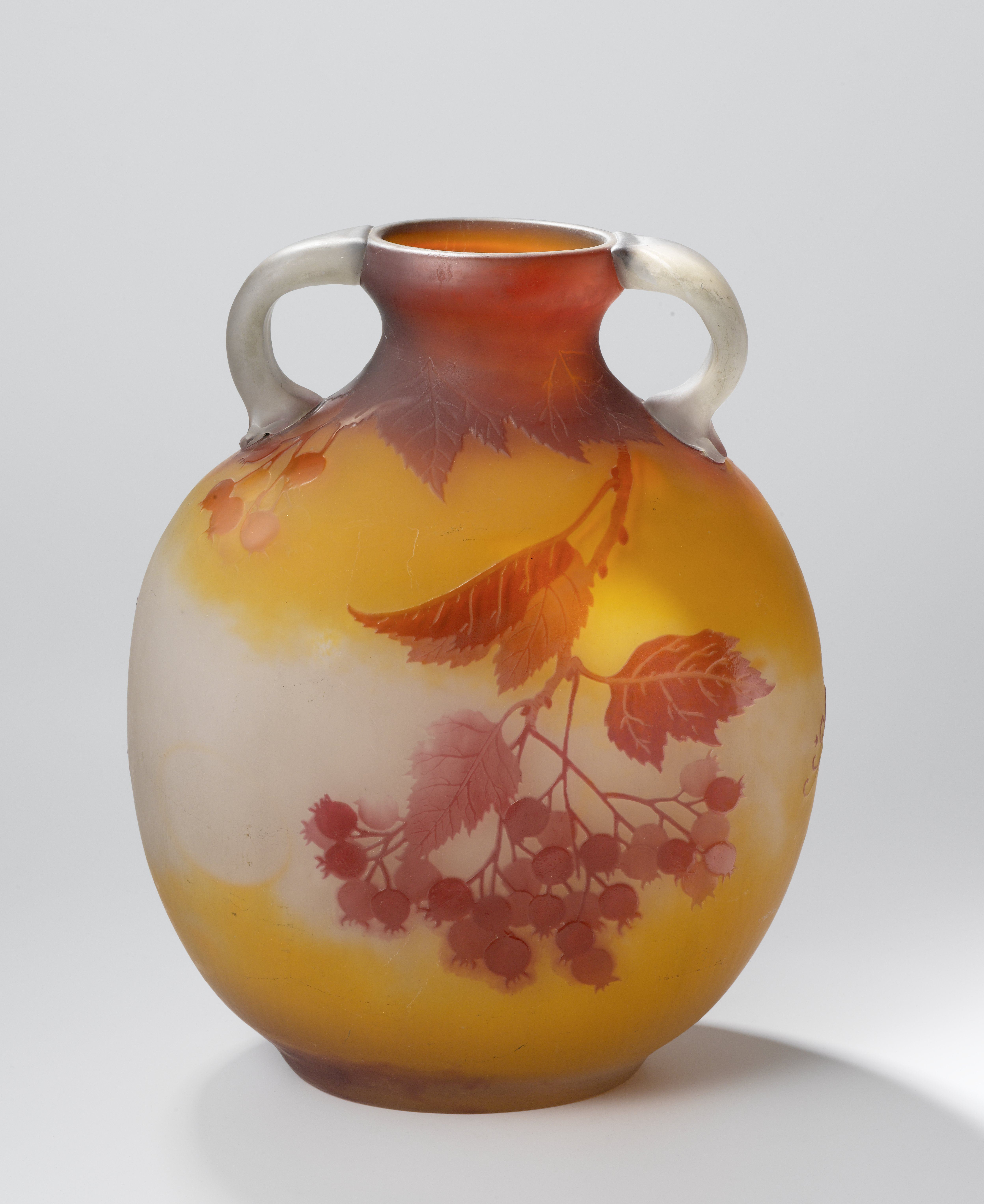
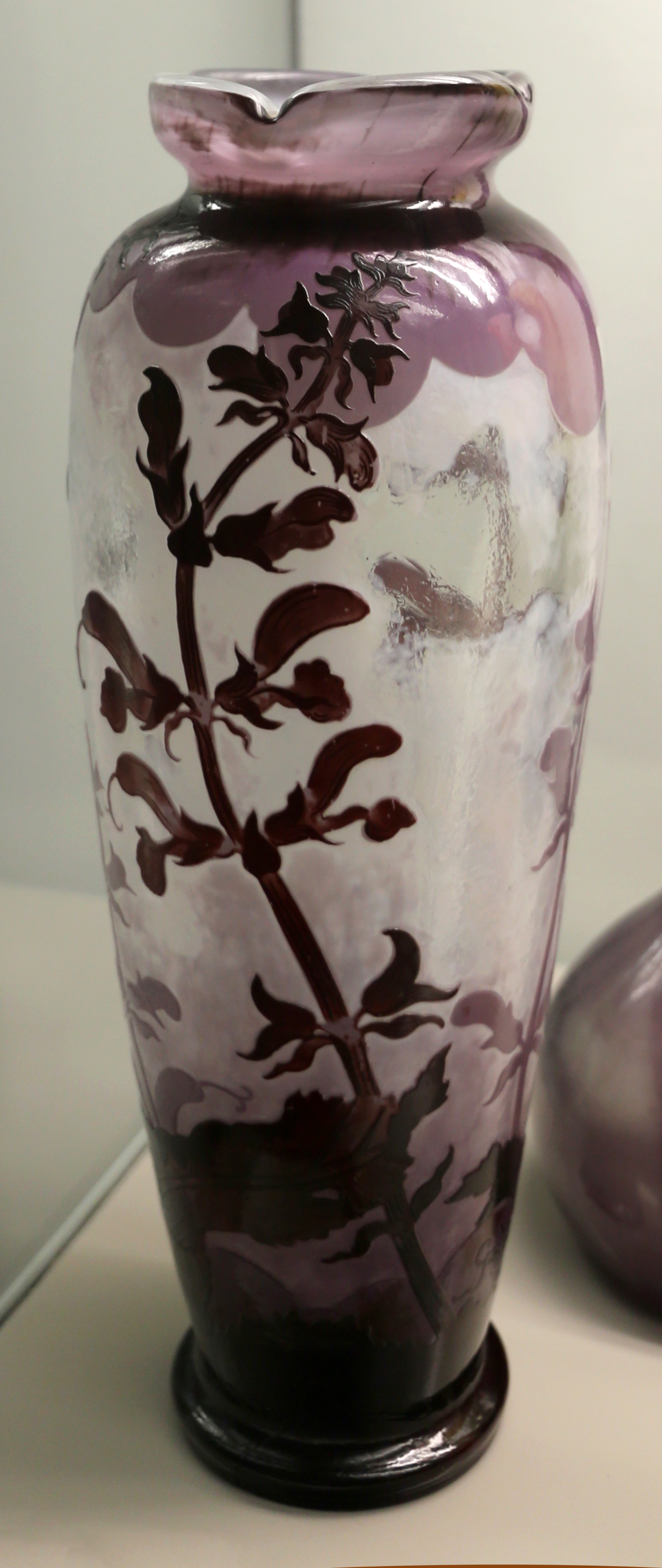
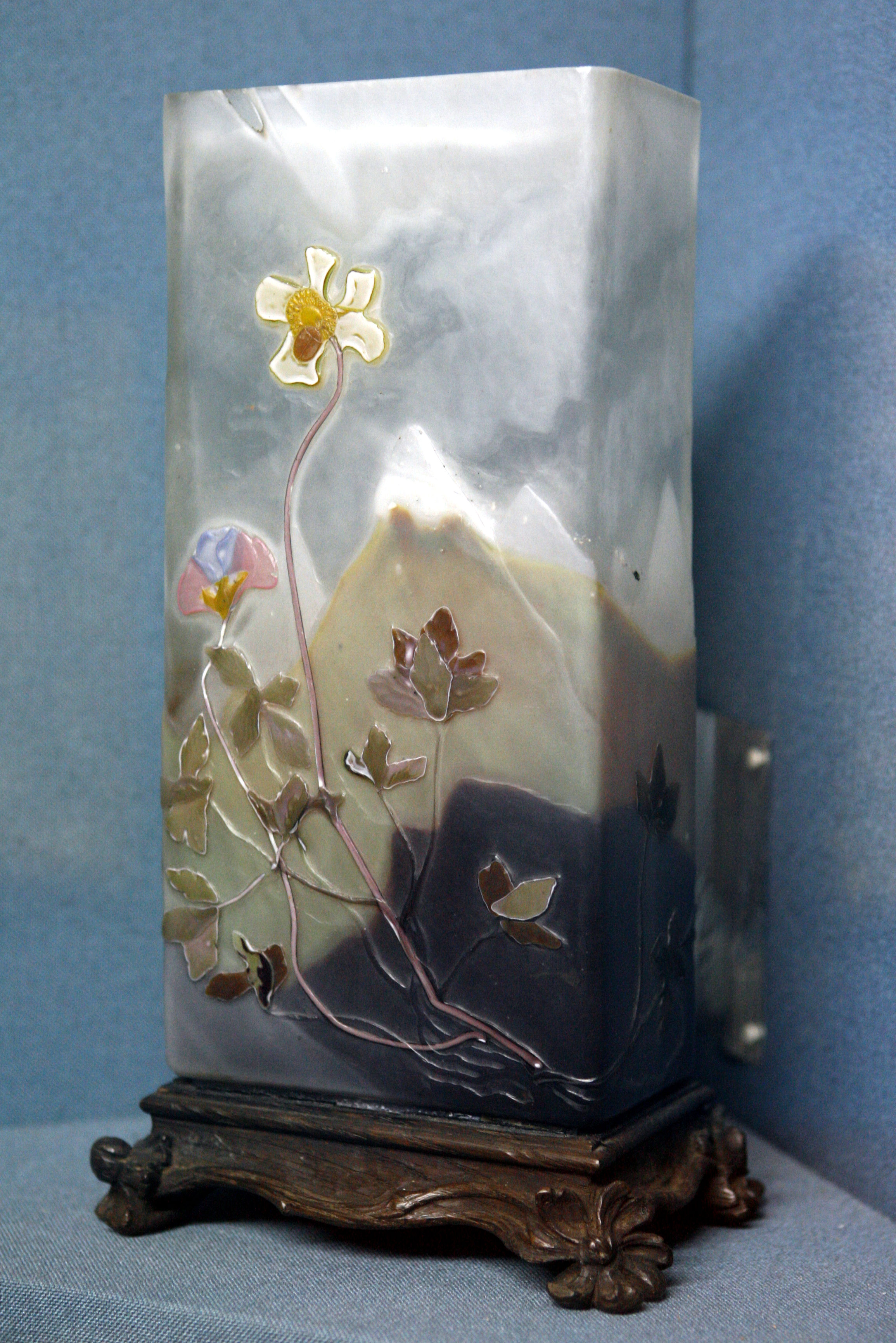
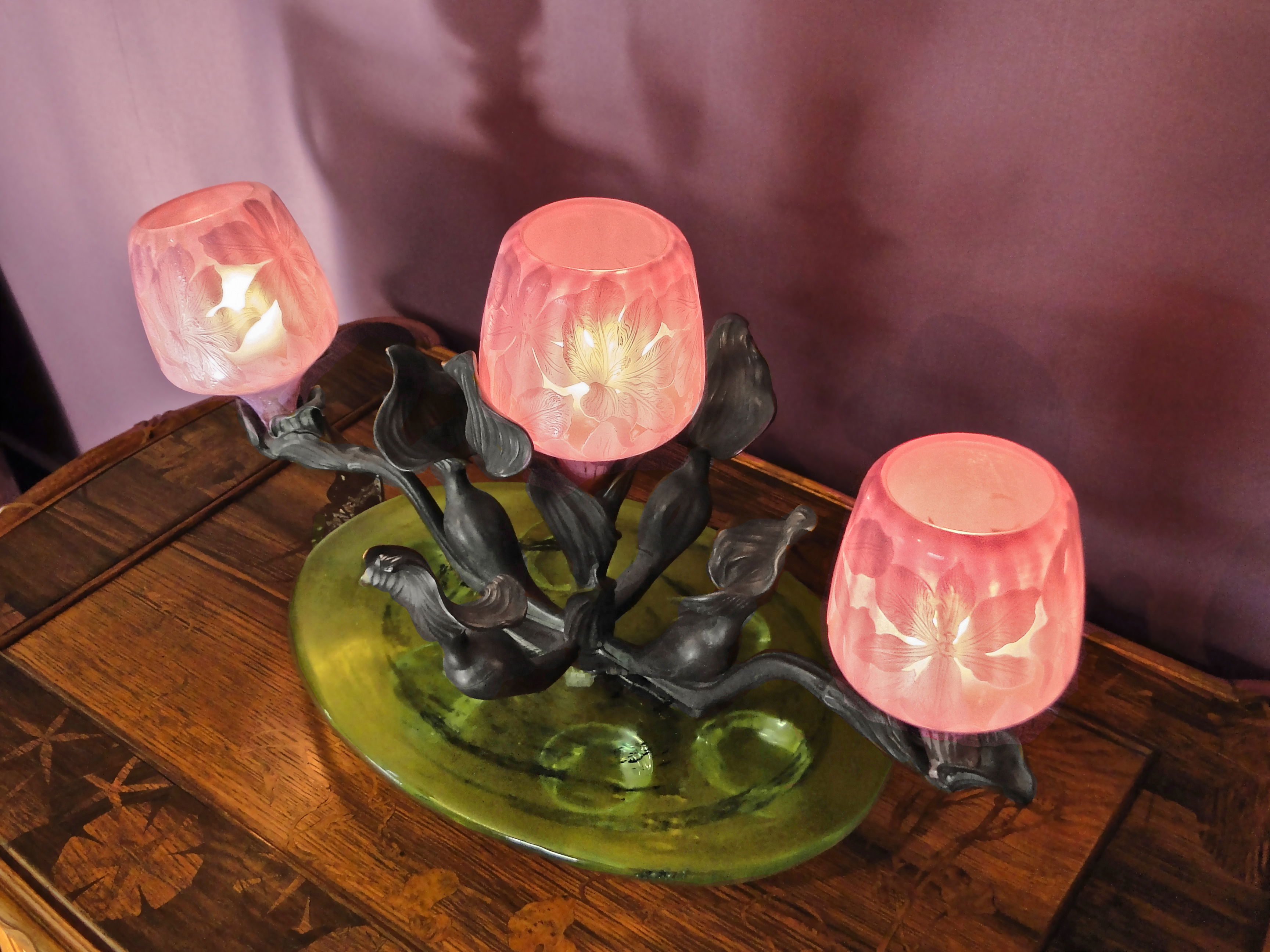
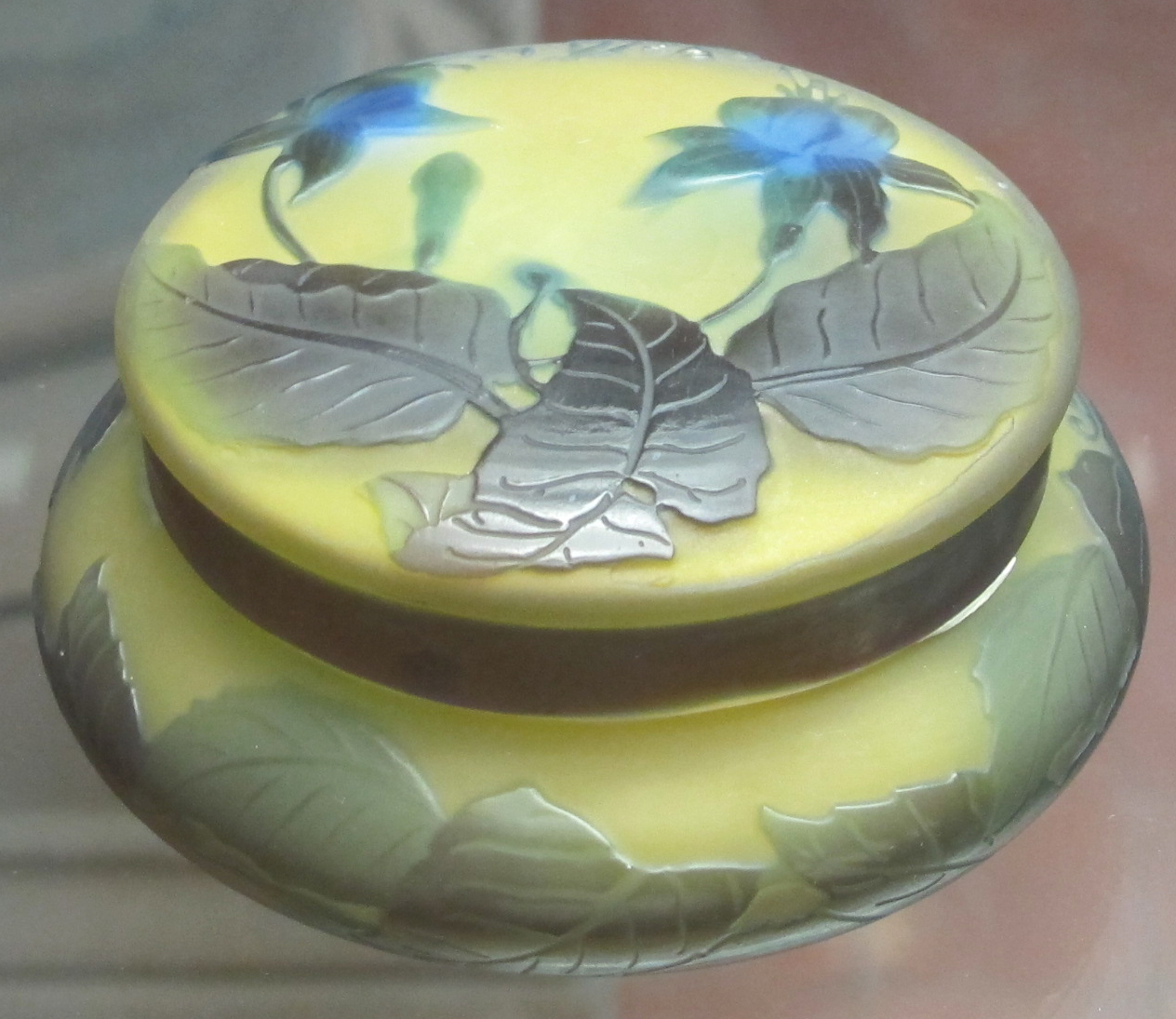
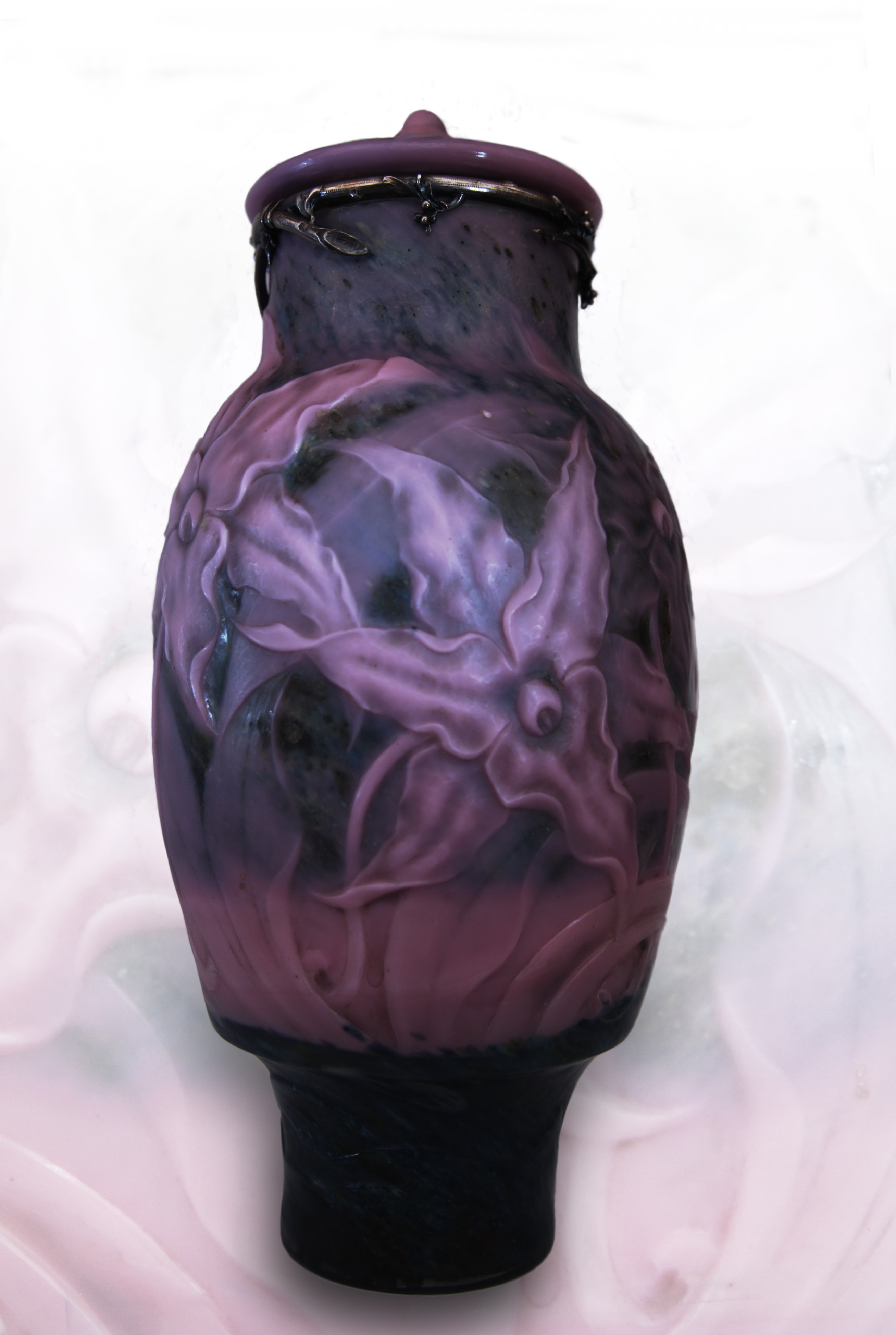
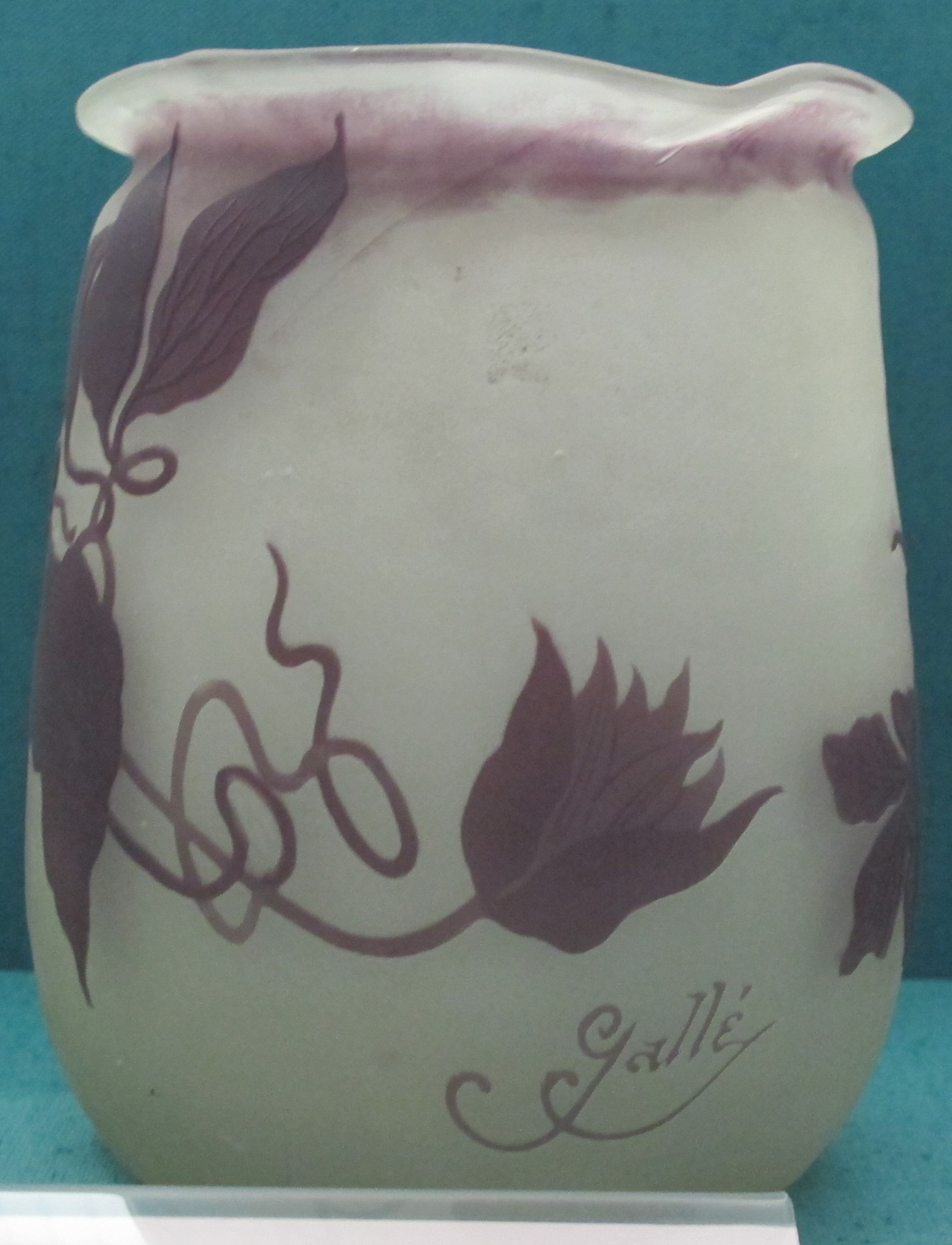
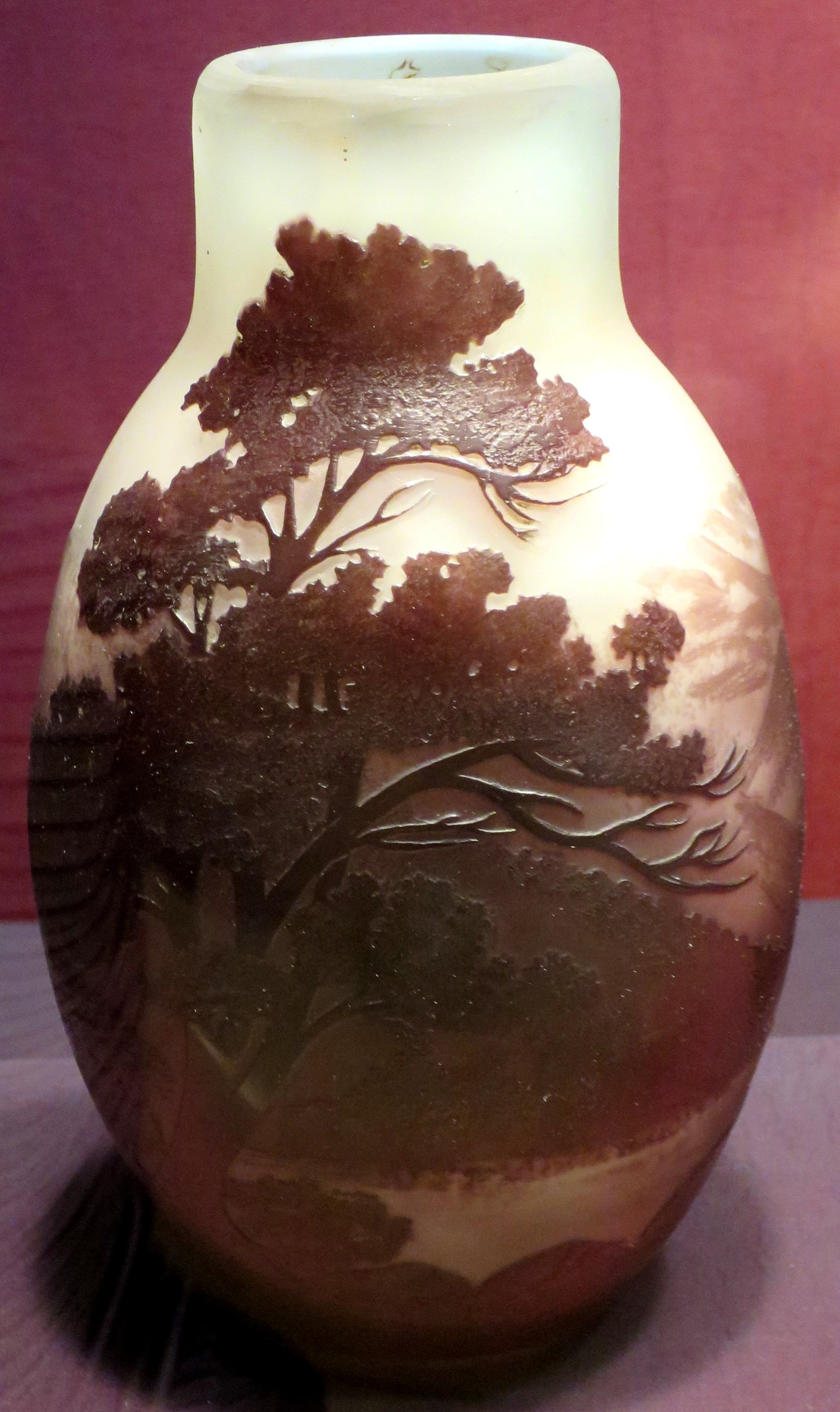
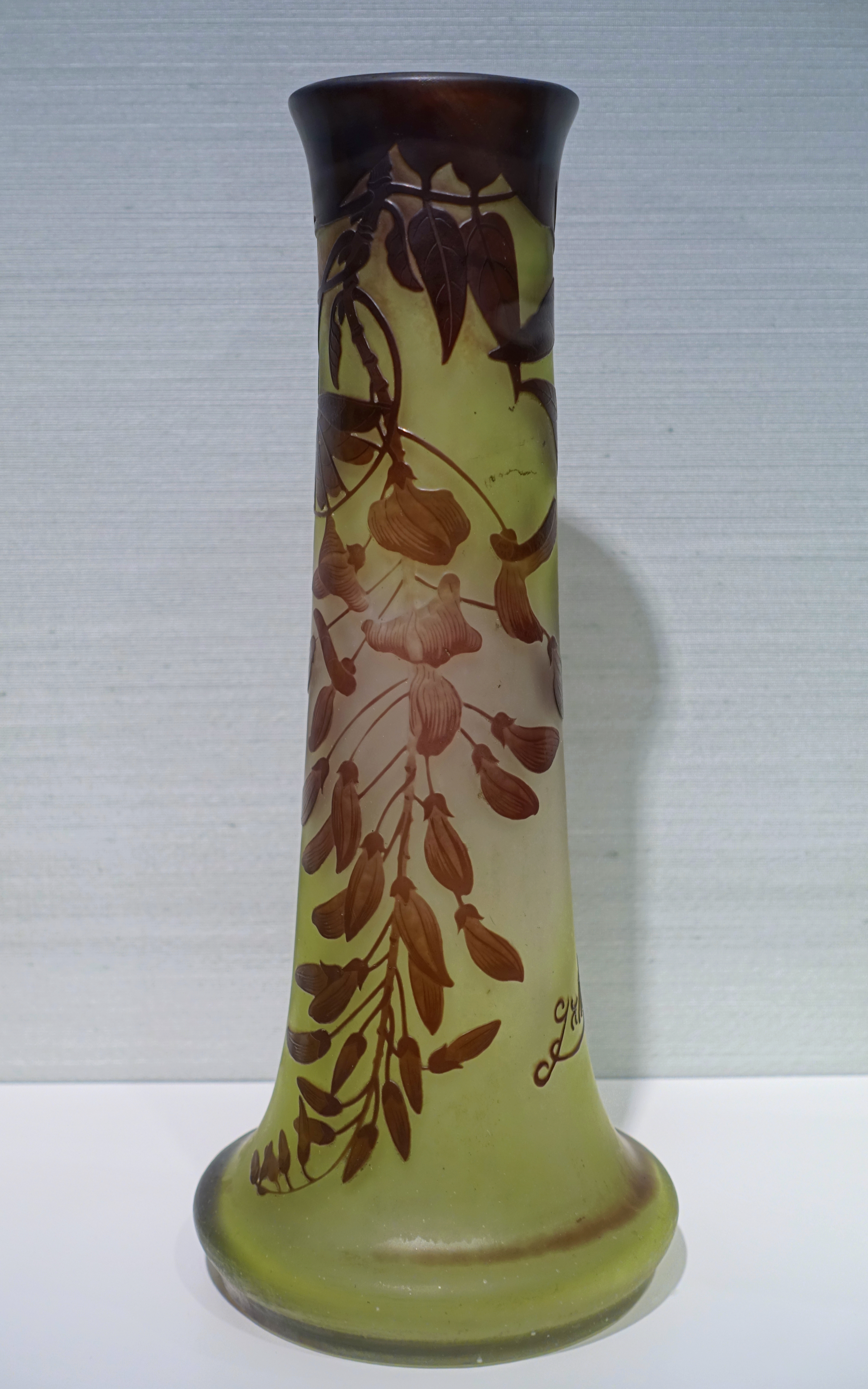
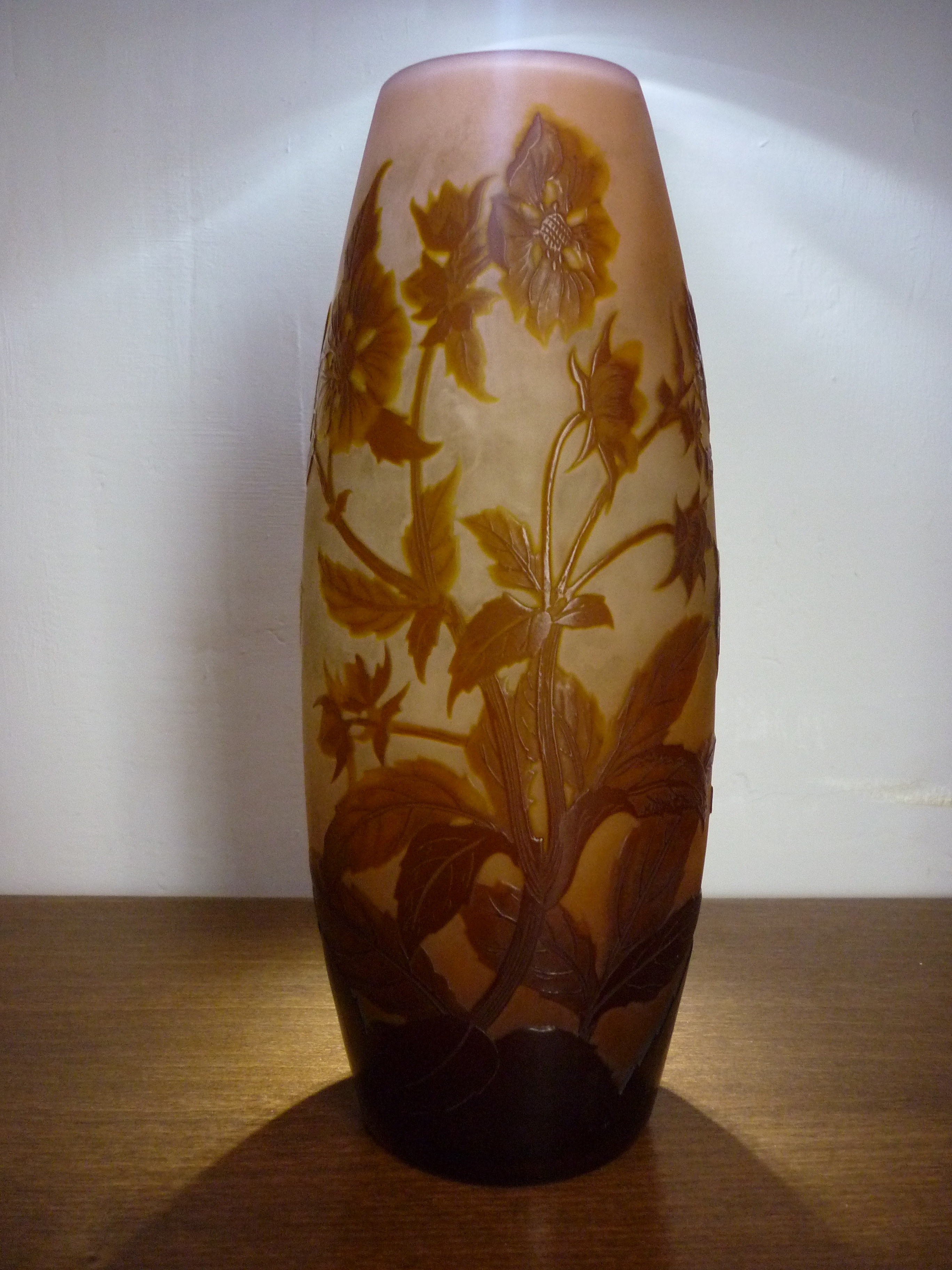
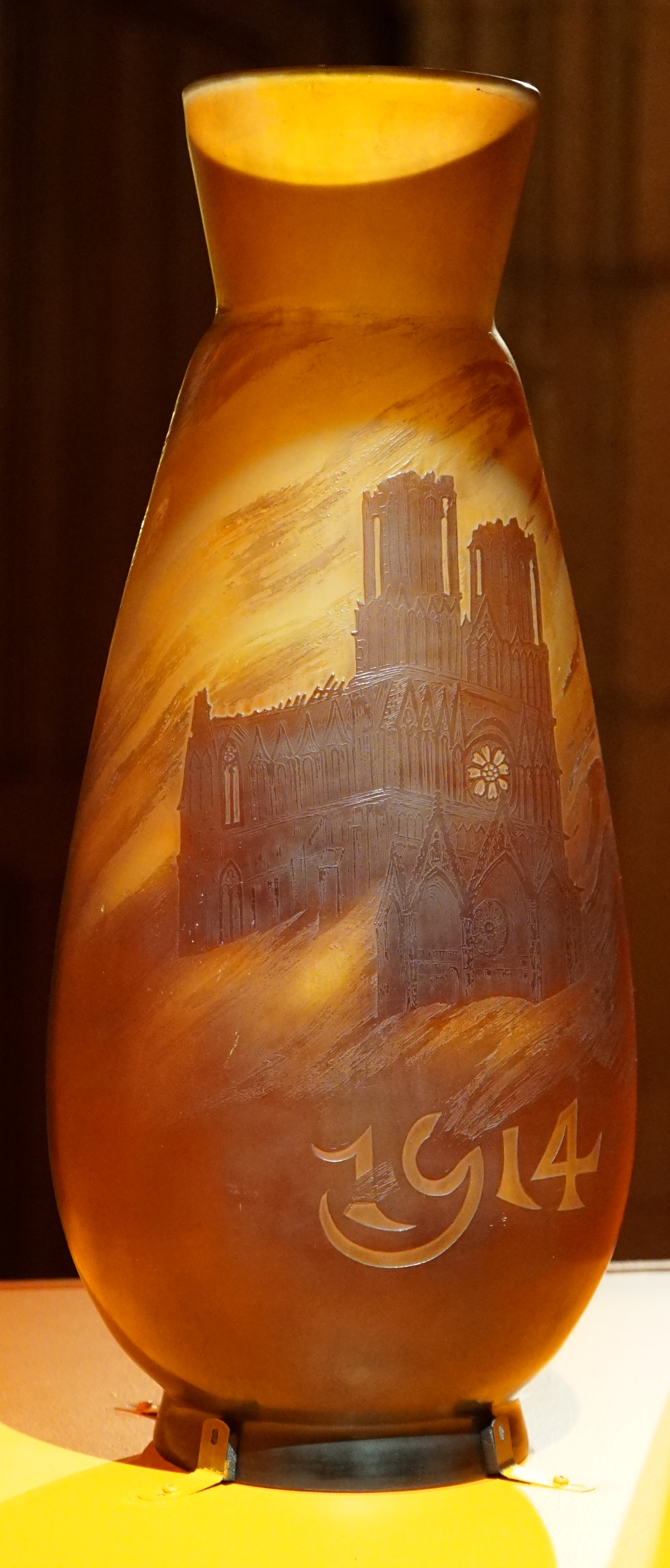
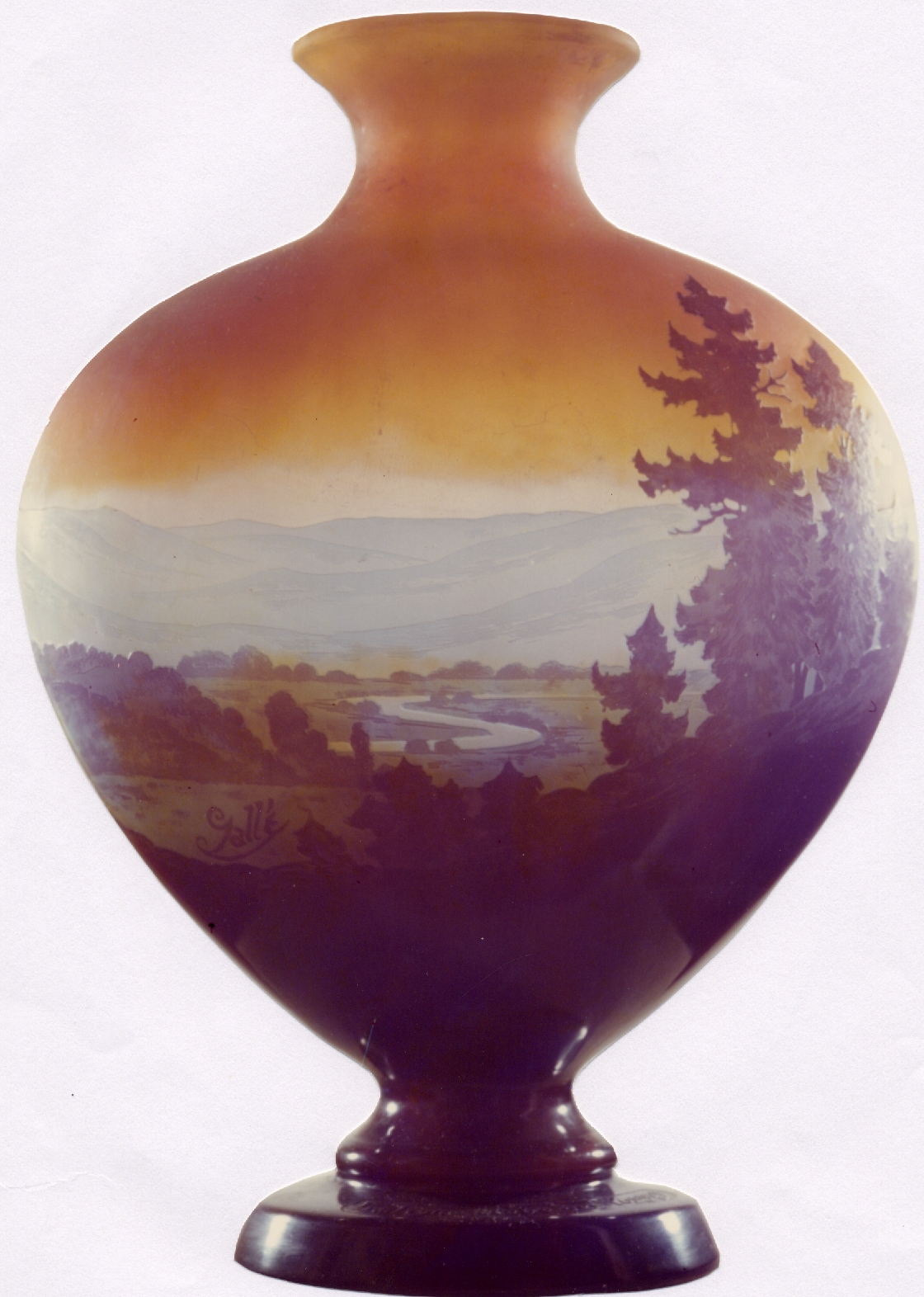
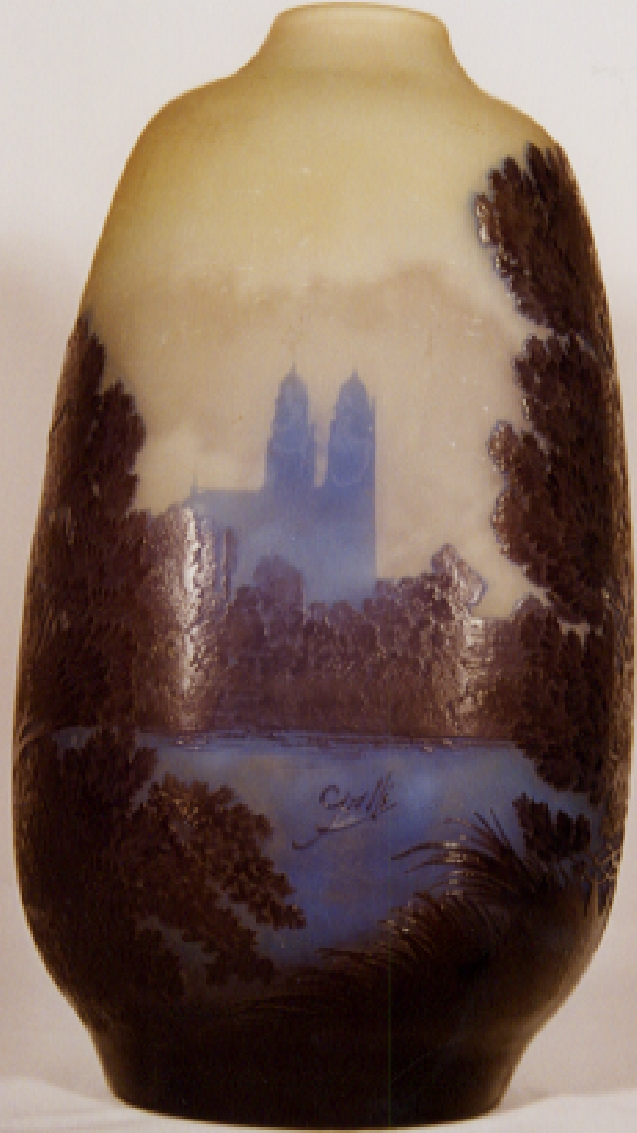
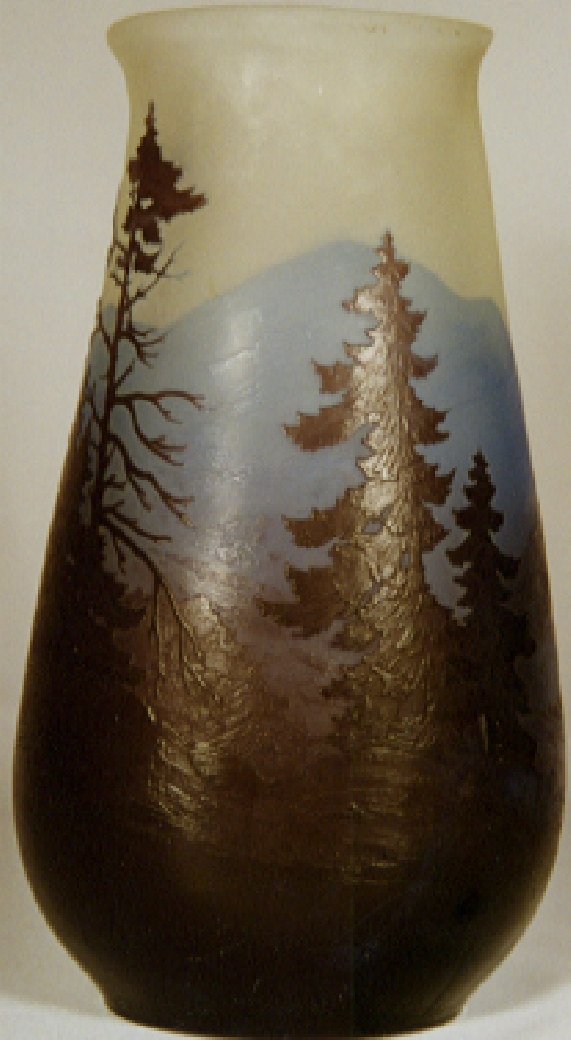

## Мебель Галле

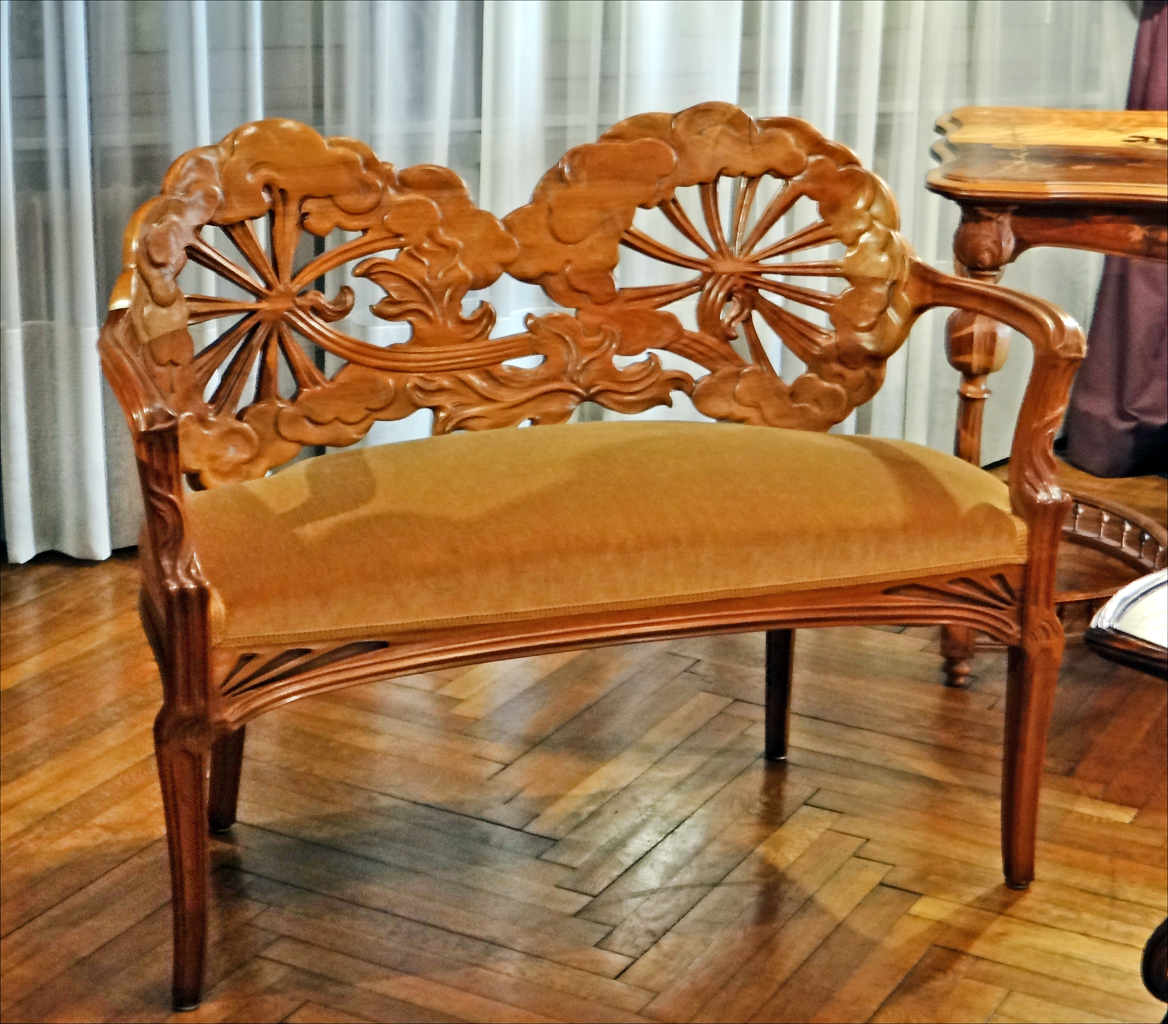
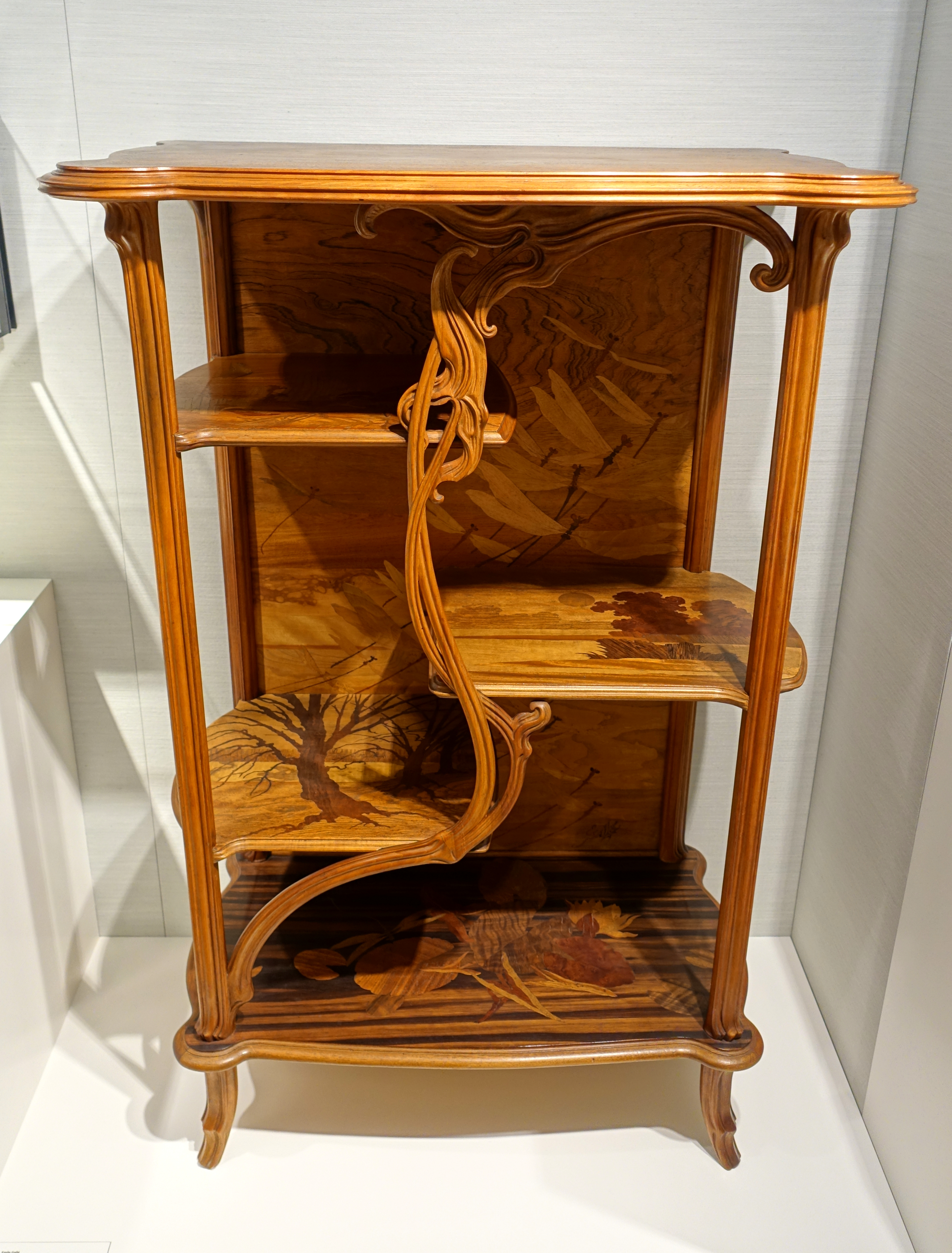
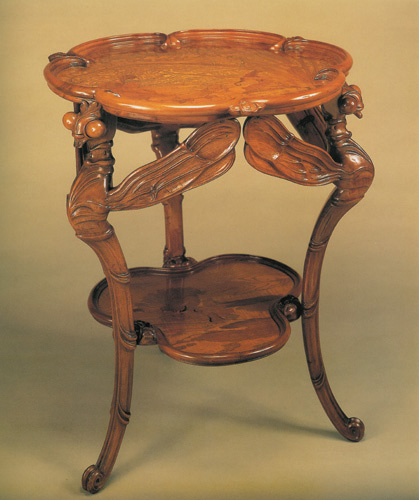
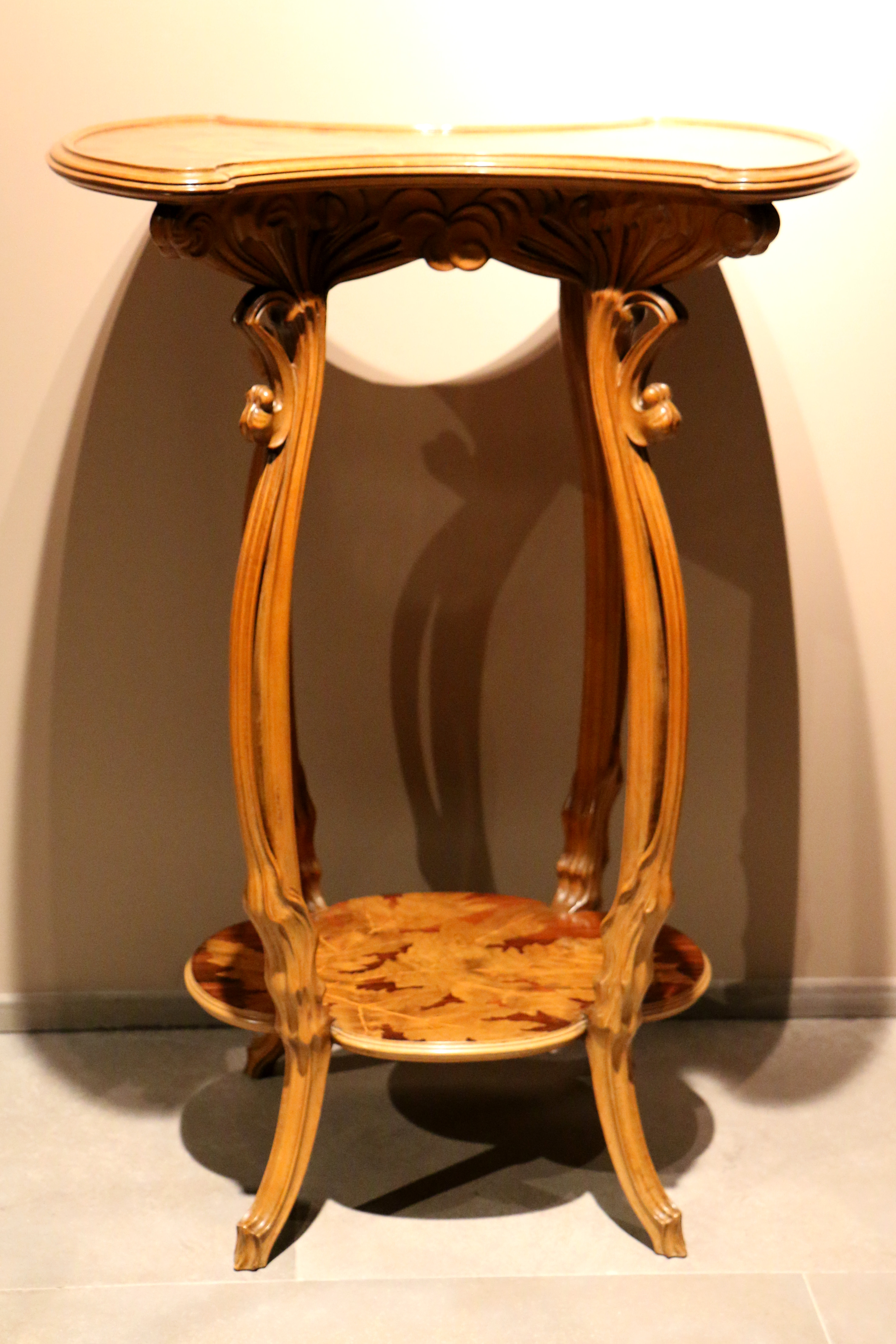
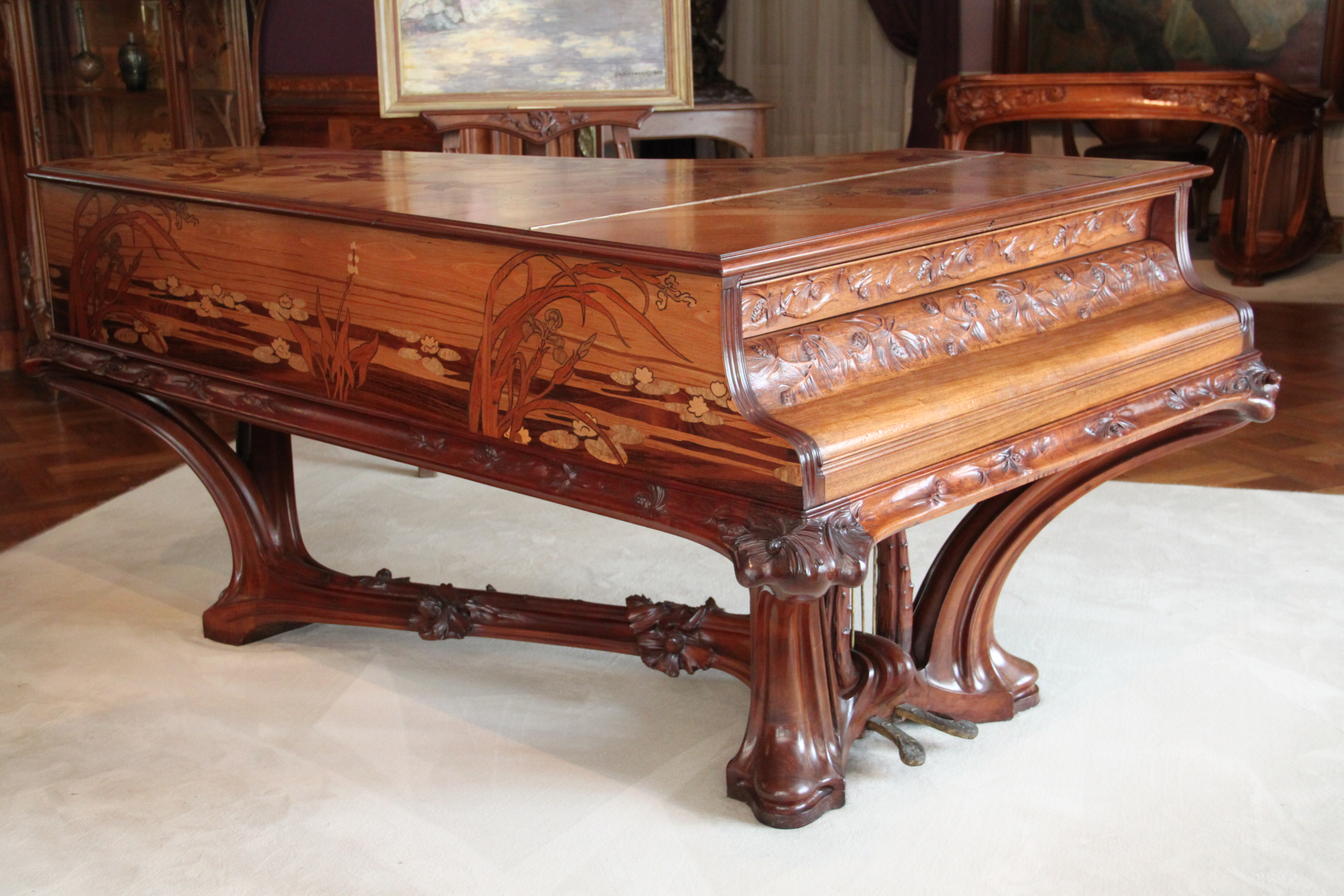
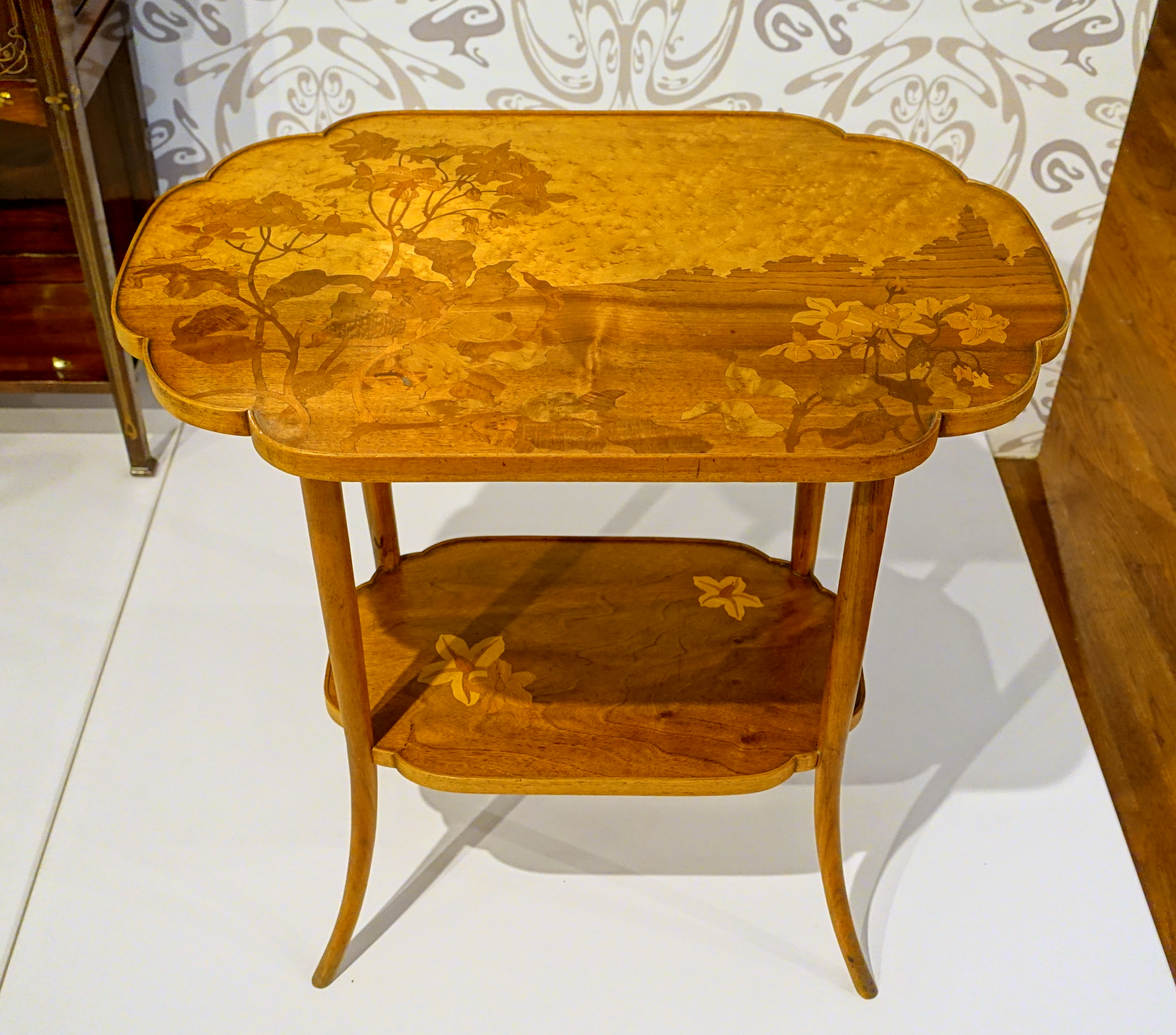
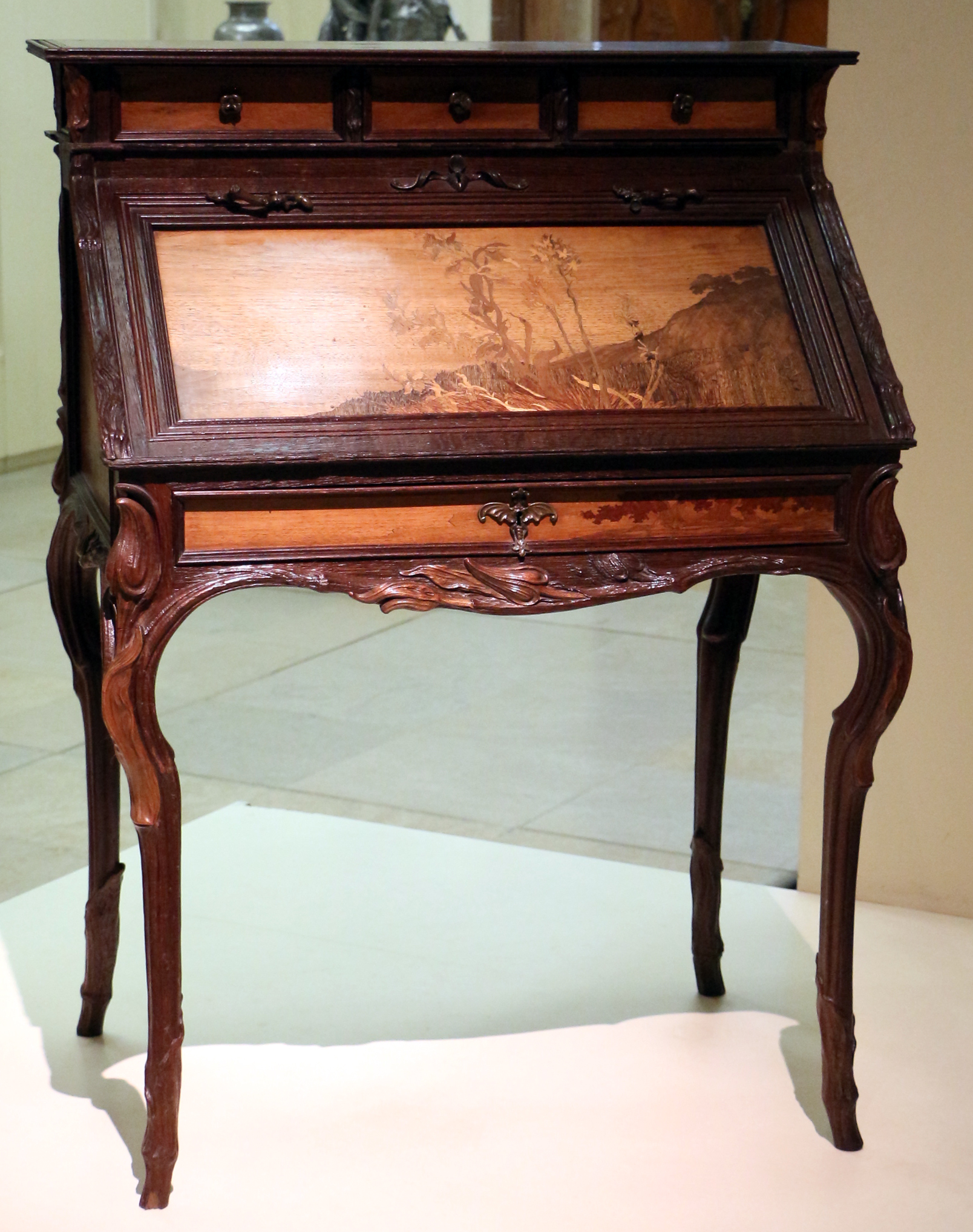
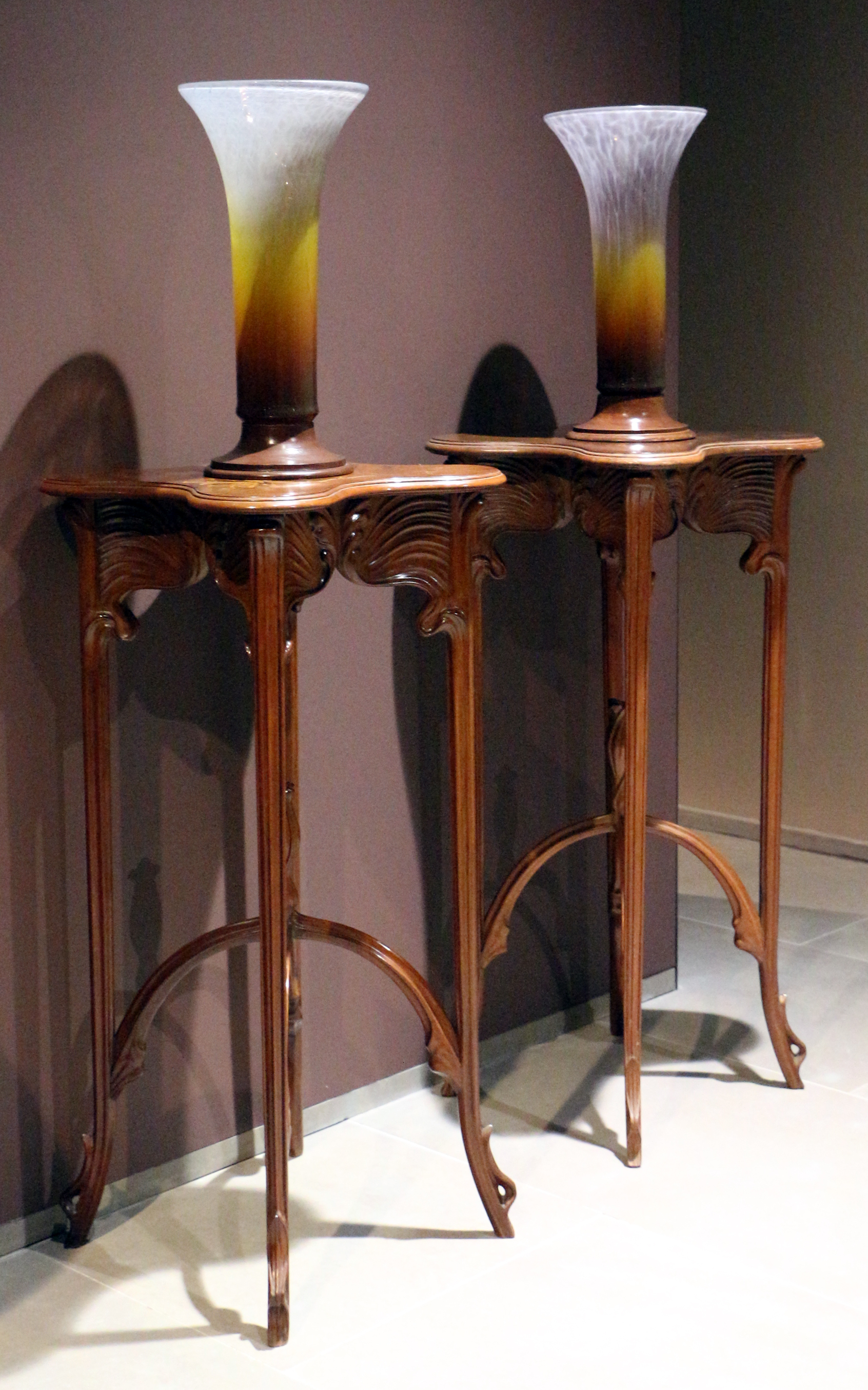
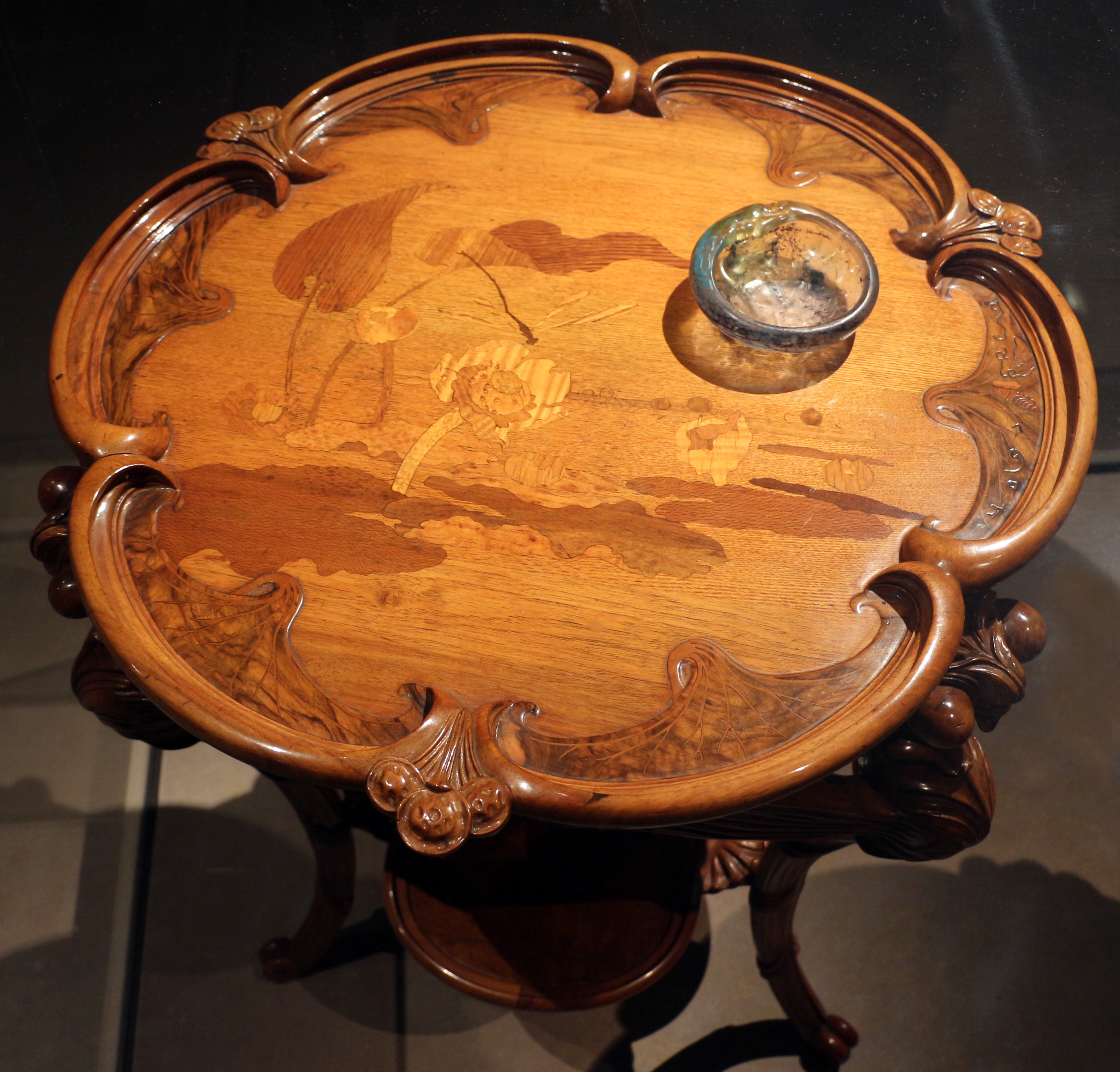